# Caifanes
Caifanes é uma banda de rock mexicano, fundamental dentro do estilo musical new wave da década de 1980 na América latina, liderada por Saúl Hernández até 1995. 
Em 14 de Dezembro de 2010, foi anunciado via Twitter que a banda voltaria a reunir-se para o festival Vive Latino e o Festival Coachella de 2011, depois de uma reconciliação entre Hernández e Marcovich.

## Discografia
- Caifanes I (1988)
- Caifanes II (1990)
- El Silencio (1992)
- El Nervio del Volcán (1994)